# 林貝聿嘉
林貝聿嘉，GBS，OBE，JP（1928年5月2日—），女，香港社會活動家、太平紳士，曾任灣仔區議會灣仔東選區區議員、修頓區議員和立法會議員。她是建築師貝聿銘的堂妹。林貝聿嘉於1961年已開始在香港家庭計劃指導會任總幹事，任職期間在香港推行家庭計劃取得頗大成功。 2000年，林貝聿嘉是香港妇女联合会的主席，该组织是在北京的指示下成立的，旨在联合亲中力量。

## 生平

### 教育经历
林貝聿嘉於廣州及香港修畢小學學業，在上海崇德女子中學完成中一至中六課程，在1949年畢業於上海滬江大學社會學系。後來她在1964年獲得美國芝加哥大學大眾傳播證書，1971年獲得美國密西根大學公共衛生行政證書。

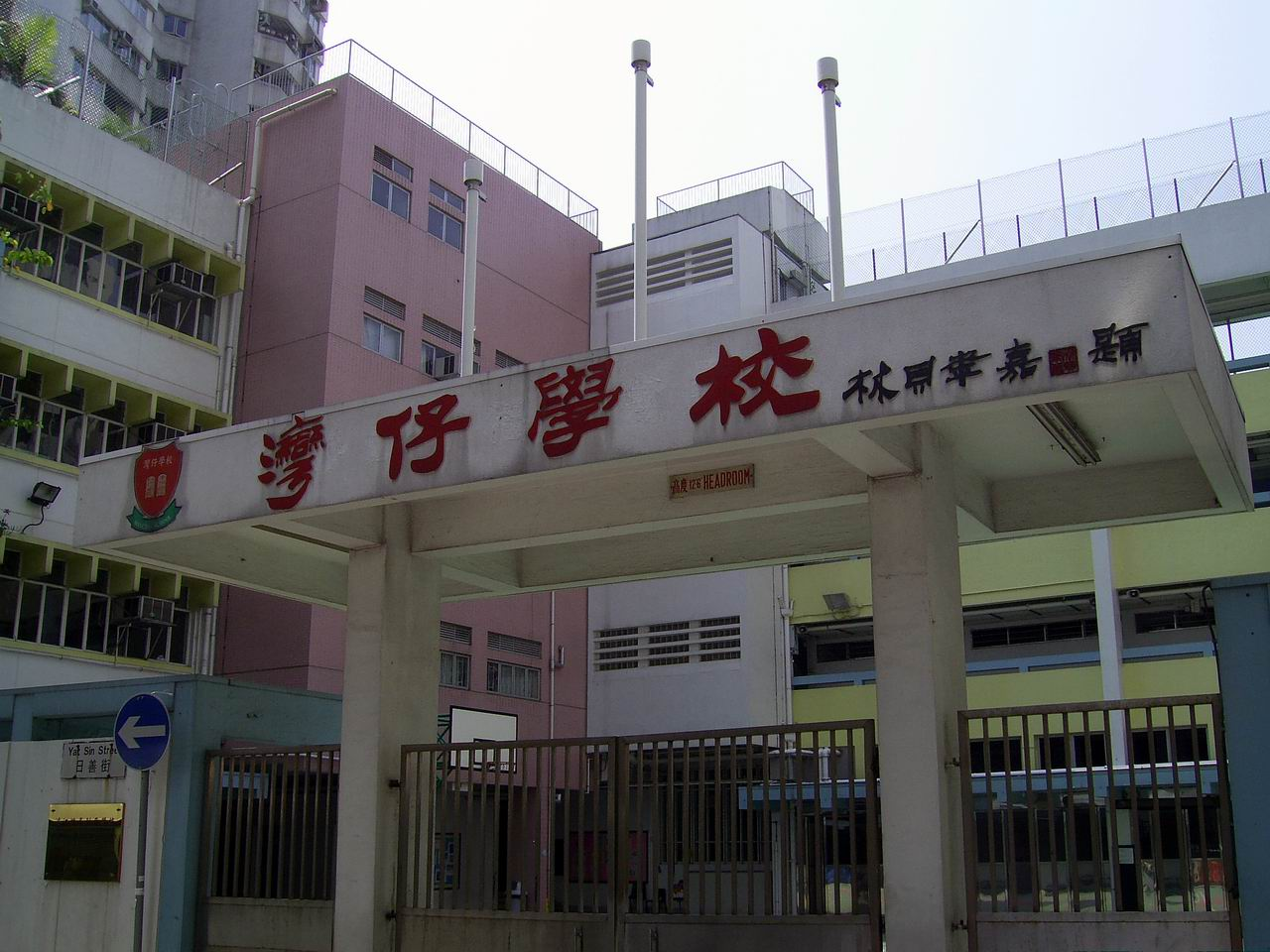
灣仔學校招牌乃林貝聿嘉墨寶（2008年3月）
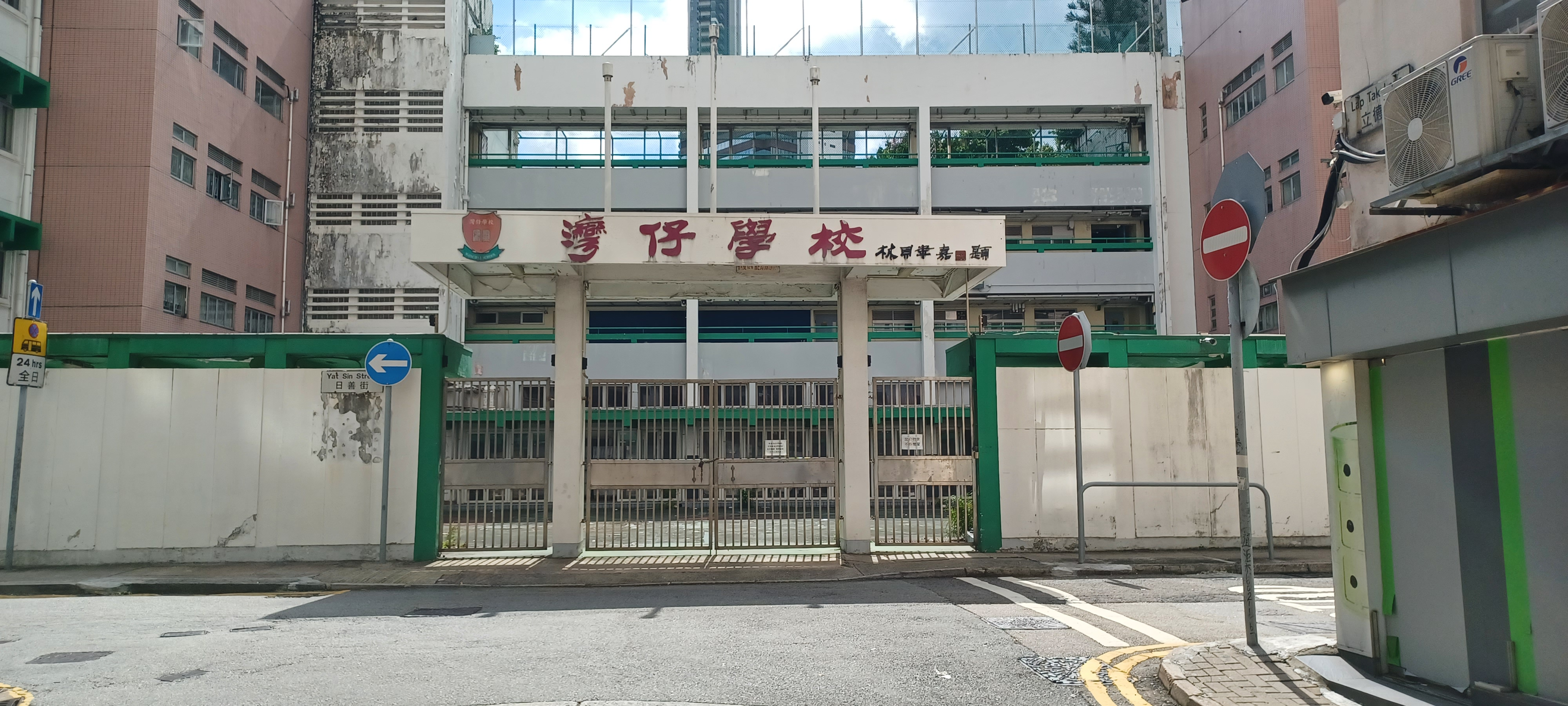
灣仔學校招牌乃林貝聿嘉墨寶（2023年7月）
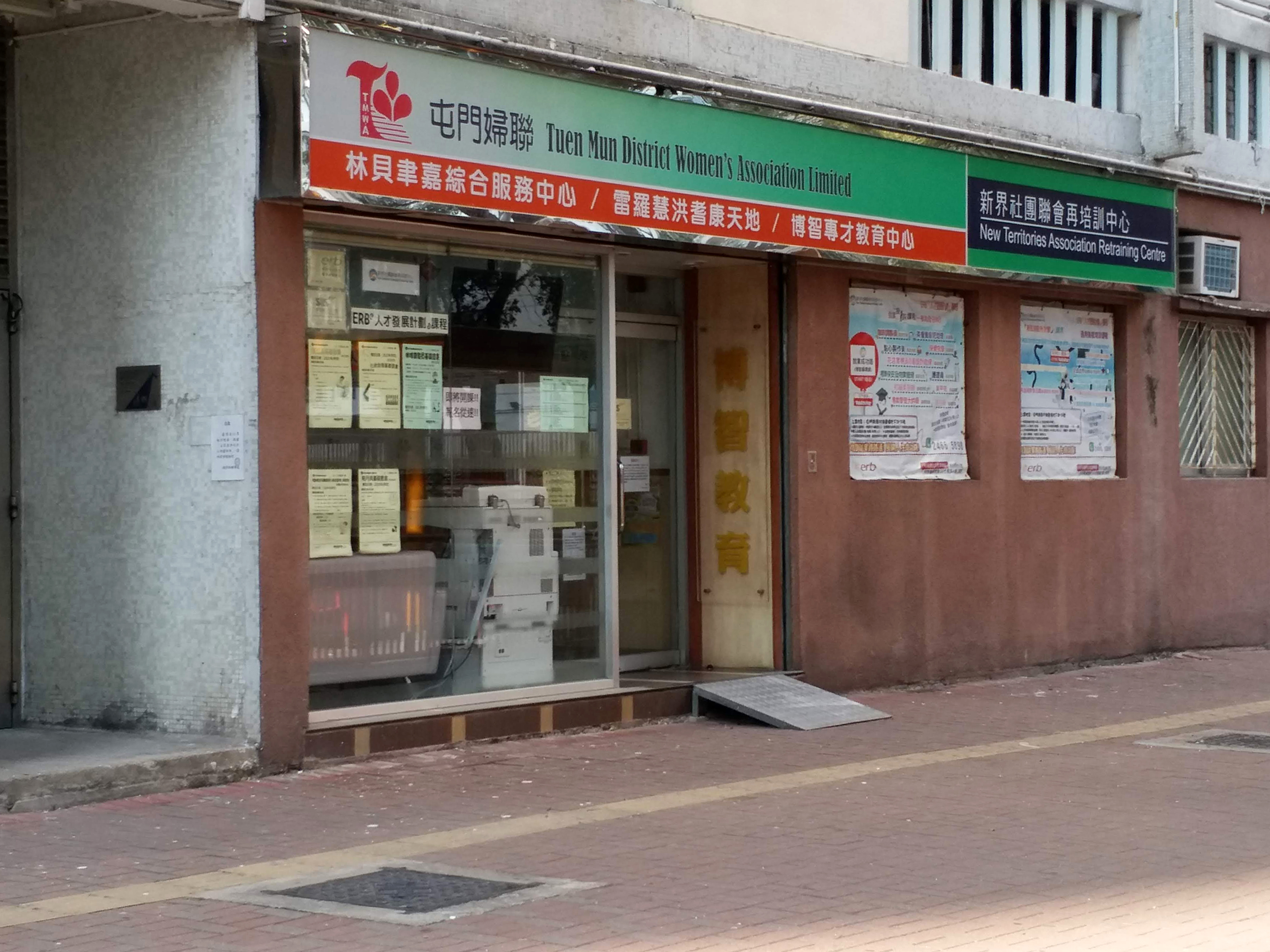
屯門湖景邨湖碧樓地下的屯門婦聯林貝聿嘉綜合服務中心/雷羅慧洪耆康天地/博智專才教育中心/新界社團聯會再培訓中心（2021年1月）

## 曾獲勳銜
- 非官守太平紳士（1981年）
- M.B.E.英帝國員佐勳章（1985年）
- O.B.E.英帝國官佐勳章（1993年）
- 銀紫荊星章（1998年）
- 金紫荊星章（2003年）

## 爭議言論

### 「打死無怨」發言
身為婦協主席的林貝聿嘉，聲應雨傘運動時毆打曾健超的7名警察時，認為他們毆打示威者是「有前因」，並且說出「先撩者，打死無怨」的言論，言論引起部分人士不适。

## 現任及曾任公職
林贝聿嘉曾在香港不同界別担任多項的社会公职。

### 社會公職
- 中華全國婦女聯合會第八屆執行委員（1998年至今）
- 香港特別行政區籌委會委員（1995年至1997年）
- 香港特別行政區第一屆政府推選委員會委員（1996年至1997年）
- 香港灣仔區議會主席（1985年至2003年）
- 香港平等機會委員會委員（1996年至今）
- 香港諮詢聆節目投訴委員會主席（1991年至今）
- 香港城市規劃上訴委員會委員（1996年至今）
- 香港新界鄉議局顧問（1998年至今）
- 香港土地發展公司上訴委員會委員（1993年至今）
- 香港警監會觀察員（1993年至今）

### 教育
- 香港中國婦女會馮堯敬紀念中學校監（1991年2016年）
- 香港灣仔學校校監（1992年至2006年）
- 香港滬江小學校監（1987年至今）
- 香港中華基金中學學校管理委員會委員（1999年至今）
- 香港性教育會創辦人

### 婦女服務
- 香港各界婦女聯合協進會創會主席（1993年至今）
- 香港中國婦女會主席（1986年至1987年）、會長（1990年至1991年）、永遠會董（1992年至今）
- 香港崇德社名譽會員（1993年至今）
- 香港新界崇德社創會人暨名譽顧問（1983年至今）
- 香港婦女慶祝九七回歸籌委會主席（1996年至今）
- 香港屯門區婦女會名譽顧問（1995年至今）
- 香港鴨脷洲婦女會名譽會長（1995年至今）
- 香港荃灣葵青區婦女會名譽會長（1997年至今）
- 香港南區婦女會名譽會長（1997年至今）

### 青少年服務
- 香港救世軍顧問委員（1988年至今）
- 香港青少年培育會義務秘書（1983年至今）
- United Friends Orchestra 及 香港18交響樂團 董事（2012年至今）

### 慈善基金
- 香港兒童健康基金會信託人（1986年至今）
- 香港超旋慈善基金會名譽會長（1991年至今）
- 香港群芳慈善基金會委員（1988年至今）
- 香港世界宣明會顧問（1995年至今）
- 中國基督教大學同學會教育基金會創會主席（1999年至今）
- 社區公益基金會 董事（2012至今）

### 社團
- 香港江蘇同鄉會總會名譽會長（1995年至今）
- 香港友好協進會創會會員及義務司庫（1990年至1995年）、副主席（1996年至今）
- 香港地產代理商協會西區分會名譽會長（1994年至今）
- 香港汽車維修同業商會名譽顧問（1995年至今）
- 香港大坑譚公體育會名譽會長（1993年至今）
- 香港及九龍金銀飾品及器皿工人總會名譽顧問（1997年至今）
- 中國高等院校居港畢業生聯合會名譽會長（1995年至今）
- 香港江蘇旅港同鄉會聯合會常務副會長（1999年至今）

### 中國事務
- 中國宋慶齡基金會理事（1990年至今）
- 中國廣東婦女海外聯誼會名譽會長（1995年至今）
- 中國現代化管理研究委員（1991年至今）
- 中國國際網絡指導委員會委員（1997年至今）
- 中華海外聯誼會理事（1998年至今）

### 老人服務
- 香港安老事务委员会委员
- 香港老有所為活動計劃諮詢委員會主席（1993年至今）
- 香港灣仔區各社團敬老大會名譽顧問（1982年至今）
- 香港黃陳淑英護理安老院管理委員會委員（1986年至今）
- 香港通善壇安老院永遠顧問（1989年至今）
- 香港傅麗儀護理安老院管治委員會委員（1999年至今）

### 醫療福利
- 香港律敦治醫院管治委員會委員（1993年至2000年）
- 香港愛滋病基金會創會主席（1991年至1993年），委員1993年至今）
- 香港博愛醫院名譽顧問（1987年至今）
- 香港防癆心病及胸病協會會董（1988年至今）
- 香港戒毒會委員（1995年至今）
- 香港中華醫學會香港會員聯合會名譽會長（1995年至今）
- 香港獅子會腎病教育中心研究基金名譽顧閤（1997年至今）

### 環境保護
- 香港環境保護運動委員會創會主席（1990年至1995年）、委員（1995年至今）

### 地區事務
- 香港灣仔文娛康樂體育會永遠顧問（1982年至今）
- 香港灣仔撲滅罪行委員會委員（1982年至1985年、1988年至1989年、1993年至今）

## 資料來源與註釋
1. ↑  .   [2024-07-06]. （原始内容存档于2024-07-06）.
2. ↑  黃錦良籲積極投票 何漢權指教育界具團結和廣泛代表性 （页面存档备份，存于）. 香港商報網. 2021-09-19.
3. ↑  陳子賢訃聞. 華僑日報. 1988-07-08. 第2頁.
4. ↑  《立法局議員逐個捉》，葉根銓，明報出版社，P66-67
5. ↑  .   [2019-03-28]. （原始内容存档于2019-10-09）.
6. ↑  .   [2019-03-28]. （原始内容存档于2020-10-26）.

1. 1 2 3 4  關於林貝聿嘉就讀學校的資料出自1994年由明報校園記者所著的《名人說母校》（明報出版社出版）第100至102頁。

## 外部連結
| 前任： 鍾劉倩儀 | 灣仔區議會 灣仔東選區區議員 1985年—1994年 | 繼任： 選區分拆成軒尼詩和愛群選區 |
| 首任            | 灣仔區議會 修頓選區區議員 1994年—2003年   | 繼任： 金佩瑋                     |
| 前任： 林錦光   | 灣仔區議會主席 1985年—2003年              | 繼任： 黃英琦                     |